# لينيت روبرتس
لينيت روبرتس (بالإنجليزية: Lynette Roberts)‏ (4 يوليو 1909، بوينس آيرس في الأرجنتين - 26 سبتمبر 1995 في المملكة المتحدة)؛ كاتِبة وشاعرة بريطانية.